# Борисоглебский сельсовет (Татарстан)
Борисоглебский сельсовет (тат. Борисоглебски авыл советы, Borisoglebski awıl sovetı) — административно-территориальная единица в Казанской губернии и Татарской АССР.
Административный центр — село Борисоглебское.

## История
Борисоглебский сельсовет был образован в 23 марта 1919 года в составе Каймарской волости Казанского уезда той же губернии. С 1920 года в составе той же волости Арского кантона Татарской АССР; при укрупнении волостей в Татарской АССР в 1924 году отошёл к Воскресенской волости.
После упразднения волости в 1927 году вошёл в состав Казанского района.
Во время укрупнения сельсоветов в Казанском районе в 1932 году в состав сельсовета был включён Савиновский сельсовет.
После разукрупнения Казанского района в 1938 году оказался в Юдинском районе. На тот момент сельсовет состоял из двух населённых пунктов, в которых проживало 1479 человек в 346 хозяйствах, из них 281 — хозяйства колхозников, 21 — единоличников, 44 — рабочих и служащих.
Во время укрупнения сельсоветов в Татарской АССР в 1953 году упразднён, в состав сельсовета вошли населённые пункты упразднённого Кадышевского сельсовета; в следующем году часть этих населённых пунктов (Макаровка, Щербаковка и Петропавловский) был передана Семиозёрскому сельсовету. В 1958 году сельсовет был передан в состав Высокогорского района.
В рамках всесоюзной административно-территориальной реформы в 1963 году оказался в составе Пестречинского укрупнённого сельского района. С 1965 года вновь в составе Высокогорского района.
Упразднён в 1973 году, когда центр сельсовета был перенесён в Кадышево.

## Население
Население сельсовета составляло 833 чел. в 1923 году, 928 чел. в 1927 году, 1479 чел. в 1938 году, 3554 чел. в 1972 году.

## Колхозы
В 1950 году на территории сельсовета действовало 2 колхоза: 
- имени Будённого (Борисоглебское),
- «Красный огородник» (Савиново).[15]

В 1956 году существовал только первый.